# سارا فوكسيفيتش
سارا فوكسيفيتش مواليد 25 مارس 1992 في بودغوريتسا، هي لاعبة كرة يد مونتينيغرية. مثلت منتخب الجبل الأسود لكرة اليد للسيدات. حققت المركز الأول في بطولة أوروبا لكرة اليد للسيدات 2012.

## سجل المنافسة
شاركت في البطولات التالية:
- بطولة العالم لكرة اليد للسيدات 2011
- بطولة العالم لكرة اليد للسيدات 2013
- بطولة أوروبا لكرة اليد للسيدات 2012

## الميداليات
| الميدالية | المسابقة                            |
| --------- | ----------------------------------- |
| ذهبية     | بطولة أوروبا لكرة اليد للسيدات 2012 |